# Herk Harvey
Pour les articles homonymes, voir Harvey.
Harold Arnold Harvey, plus connu sous le nom de Herk Harvey, est un réalisateur américain né le 3 juin 1924 et mort le 3 avril 1996. Il est essentiellement connu comme étant le réalisateur du film culte Le Carnaval des âmes.

## Ses débuts
Harvey naît en 1924 à Windsor (Colorado). Il grandit à Fort Collins (Colorado) où il décroche son diplôme universitaire avant de servir comme quartier-maître 3e classe dans l'US Navy durant la Seconde Guerre mondiale, étudiant parallèlement la chimie.
Il décide finalement de changer de voie pour se tourner vers le cinéma. Il part à Lawrence (Kansas) en 1945 pour étudier le cinéma à l'Université du Kansas, réalisant et jouant dans diverses productions théâtrales comme Harvey, Beggar on Horseback ou Hamlet.
Le 3 juin 1950, le jour de ses 26 ans, il épouse Bernice Luella Brady, une fille de Wichita de cinq ans sa cadette, qu'il avait rencontrée à l'Université du Kansas. Après le mariage, il poursuit ses études de cinéma et entre à l'Université du Colorado à Boulder pour un doctorat de cinéma. J'y suis allé pour l'été, puis j'ai décidé de retourner au Kansas, déclara-t-il. Avec son épouse, ils s'installent sur le campus de Lawrence où il travaille comme instructeur et réalisateur au département d'audiovisuel.

## Les films de Centron
Harvey démarre dans l'industrie cinématographique en tant qu'acteur de films produits par la Centron Corporation, une compagnie de production de films éducatifs et institutionnels de Lawrence. Il y restera durant 35 ans comme réalisateur et producteur, et on lui doit plusieurs centaines de courts-métrages institutionnels, éducatifs, documentaires ou gouvernementaux. Quelques-uns de ces films sont encore diffusés à la télévision de nos jours, en raison de leurs moyens dépassés, leur maniérisme et l'interprétation parfois sommaire.
La plupart des premières productions de Centron sont tournées à Lawrence ou dans les environs, mais dès la fin des années 1950, des équipes de tournage sont envoyées à travers le monde entier afin de rapporter des images pour des films géographiques ou touristiques. Harvey est souvent sollicité pour ces reportages à l'étranger. Durant les années 1960, de grandes compagnies font appel à Centron. C'est ainsi que quelques vedettes de l'époque, parmi lesquelles Anita Bryant, Walter Pidgeon, Ed Ames, Eddie Albert ou Ricardo Montalban apparaissent dans certaines de leurs productions, souvent sous la direction de Harvey. Son travail lui vaut de nombreux prix, et notamment une nomination à l'Oscar du meilleur court-métrage documentaire pour son film Leo Beurman où il montre la réussite d'un homme handicapé.
Il va sans dire que ses trop nombreux déplacements, parfois à l'étranger, mettent en péril son mariage. Il divorce en 1960 et rencontre peu après Pauline G. Pappas qu'il épouse avant la fin de l'année.
Durant ses 33 ans passés chez Centron, de 1952 à 1985, Harvey fait montre de qualités humaines uniques, dont ses partenaires conservent le souvenir. L'une d'elles est sa capacité à créer une tension afin d'obtenir le meilleur de ses acteurs sur un plateau. Une autre est de comprendre les problèmes rencontrés par les acteurs, les actrices, les techniciens et les scénaristes, étant conscient de la difficulté de créer un film. Et la qualité majeure qui ressort de lui est son extraordinaire enthousiasme et l'énergie qu'il investit dans son travail. Sur sa pierre tombale, on peut lire : Peu importe la taille du projet, Harvey donnait tout.
Un cadreur se souvient ainsi que, lors d'un tournage au Costa Rica, Harvey et lui montèrent tout en haut d'une tour d'eau afin d'obtenir le meilleur plan possible d'une bananeraie. De retour sur les plateaux de Centron à Lawrence, il cherchait à obtenir le meilleur de chacun, acteur, ingénieur du son, éclairagiste, cadreur... tout en expérimentant de nouvelles techniques afin d'avoir un intérêt toujours renouvelé pour son métier.
Harvey se lie d'amitié avec de nombreux collègues de travail, et particulièrement John Clifford, un écrivain originaire du Kansas avec lequel il se trouve des intérêts communs. Ainsi, Harvey avait-il écrit un scénario d'après une histoire lue dans un journal de Topeka, qu'il apprendra ensuite avoir été rédigée par Clifford. Ce dernier écrit pour Harvey le scénario de Le Carnaval des âmes et, grâce à ce film, convainc les responsables de Centron qu'il est un scénariste accompli.
En 1982, lorsqu'une équipe de ABC vient à Lawrence pour tourner le téléfilm controversé Le Jour d'après, Harvey (qui avait depuis toujours une âme d'acteur) est choisi pour interpréter le rôle d'un paysan qui tente de faire repousser ses cultures après l'attaque nucléaire.
Après sa retraite de Centron en 1985, Harvey n'en demeure pas moins actif, enseignant la production cinématographique à l'Université du Kansas, participant à des jurys, et réalisant ou jouant dans diverses pièces de théâtre. Le 13 mars 1996, quelques semaines avant de décéder d'un cancer du pancréas, il reçoit l'honneur de voir nommer en son nom un studio d'enregistrement à l'Université du Kansas. Une plaque en métal sur la porte dit: Studio d'enregistrement Herk Harvey / Puissent ceux qui pénètrent ici trouver son esprit d'excellence.

## Le Carnaval des âmes

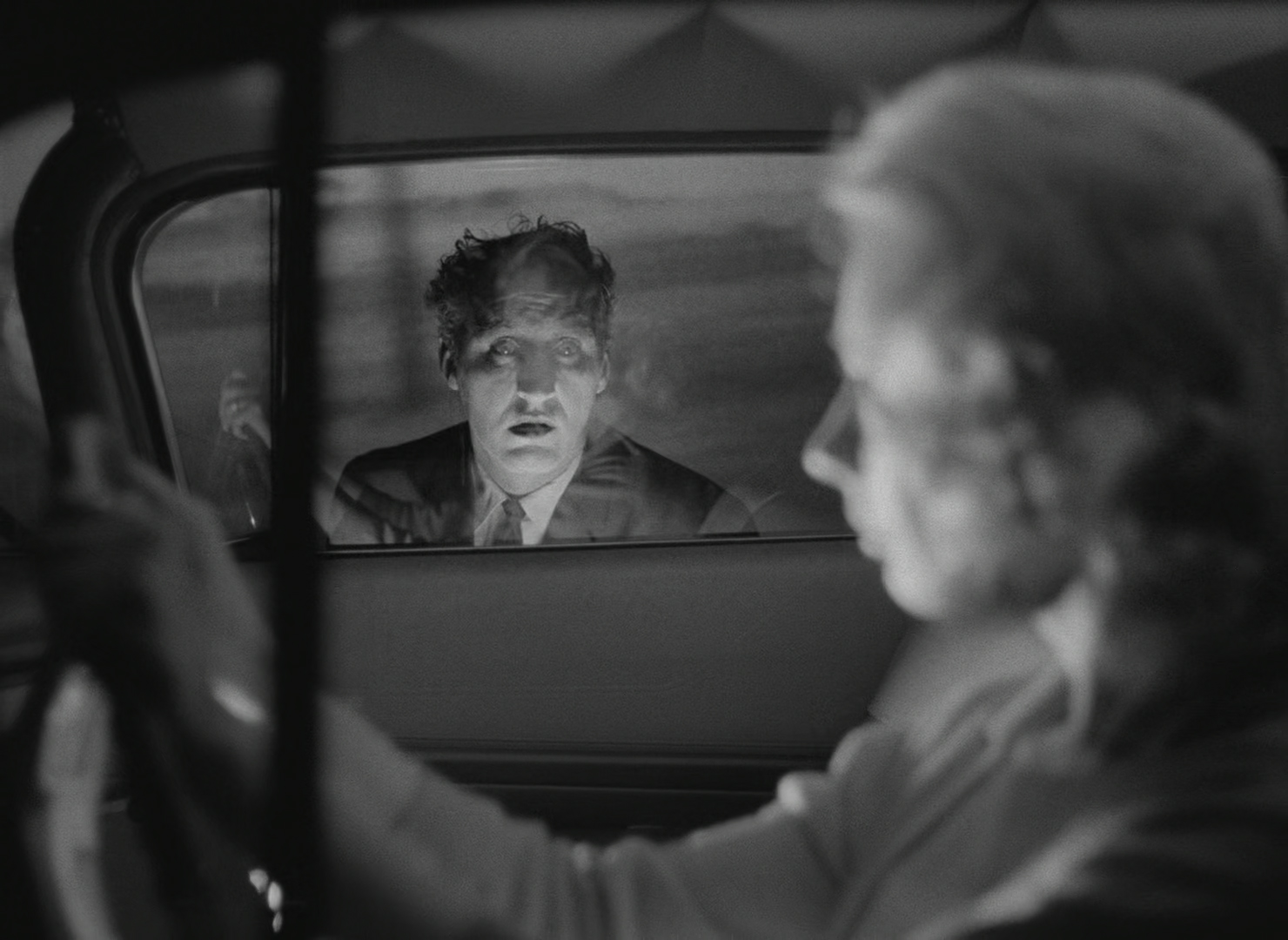
Herk Harvey dans le rôle de l'homme inquiétant dans Le Carnaval des âmes. Cette scène, où le reflet de Harvey apparaît sur la fenêtre de la voiture, est un des rares effets spéciaux du film, réalisé à l'aide d'un simple miroir.

Il faut bien reconnaître que si Harvey n'avait pas réalisé son unique long métrage, Le Carnaval des âmes, un film d'horreur qui fit un bide à sa sortie mais devint par la suite un film culte, peu de personnes le connaîtraient. 
Harvey rentrait de Los Angeles, où il avait tourné un film institutionnel, lorsqu'il remarqua un étrange bâtiment sur les bords du Grand Lac Salé et, intrigué par cet édifice, il eut soudain l'idée de faire son premier long métrage, imaginant "des morts danser dans une salle de bal au bord du Grand Lac Salé". Il demanda à son collègue John Clifford d'écrire un scénario sur cette base et, pendant ce temps, rassembla le budget de 30 000 $ auprès d'investisseurs locaux, fit le casting et repéra les lieux de tournage. En quelques semaines, le script était terminé et, après avoir engagé Candace Hilligoss à New York pour le rôle principal, Harvey prit des congés et tourna le film en 2 semaines à Lawrence et Salt Lake City.
La plupart des acteurs (à l'exception de l'actrice principale) venaient de Lawrence, et nombre d'entre eux avaient déjà foulé les planches, étaient apparus dans des productions antérieures de Centron, ou étaient simplement des collègues de travail de Harvey. Le film avait un budget dérisoire et reçut un accueil mitigé lors de sa première à Lawrence, avant de disparaître rapidement des écrans.
En 1989, alors que Harvey ne travaillait plus chez Centron, des cinéphiles redécouvrirent le film et en reconnurent la qualité cinématographique, particulièrement sa capacité à produire une atmosphère oppressante sans recourir à une quelconque "horreur physique", sans effusion de sang ni de tripes, et tout cela avec un budget insignifiant. Harvey et Clifford autorisèrent une sortie en vidéo et participèrent à diverses conférences. Finalement, Le Carnaval des âmes remporta plusieurs prix et fut le sujet de centaines d'articles et de critiques élogieuses dans de nombreuses revues. Le film suscitait un renouveau d'intérêt.
Par la suite, une édition DVD très complète vit le jour, avec de nombreux bonus sur le tournage, les lieux du tournage, la vie et la carrière de Harvey, dans la prestigieuse collection Criterion. Mais Harvey ne vécut pas assez longtemps pour la visionner, et mourut en 1996 d'un cancer du pancréas à son domicile de Lawrence, laissant veuve sa femme.